# Stade de France (stanice metra v Paříži)
Stade de France je budovaná stanice na lince 15 pařížského metra. Stanice byla původně zahrnuta v plánech výstavby linky 16.

## Vývoj
Otevření stanice se předpokládá v roce 2031. Bude se nacházet jižně a podél současné železniční stanice La Plaine - Stade de France. Její nástupiště budou v hloubce 20 m. Návrh nádraží byl v roce 2016 svěřen architektonické agentuře bordas+peiro.
Stavební práce na podzemní části stanice byly zadány konsorciu složeném z firem Eiffage Génie Civil, Razel Bec, Eiffage Rail, TSO a TSO Caténaires.
Stavba stanice začala v červenci 2020 výstavbou svislých podzemních stěn, což trvalo do května 2021. Poté byly osazeny předem založené pilíře, které podpírají budoucí podzemní podlaží stanice. Na konci roku 2021 byla ve výstavbě krycí deska. Ražba stanice pod touto deskou byla zahájena v průběhu roku 2022.